# Nicolas Evreïnoff
Nicolas Evreïnoff (en russe : Николай Николаевич Евреинов, Nikolaï Nikolaïevitch Evreïnov) est un dramaturge et écrivain russe, théoricien et historien du théâtre, né à Moscou le 13 février 1879 et mort à Paris le 7 septembre 1953.

## Biographie
Nicolas Evreïnoff a été l'ami de Georges Gurdjieff et l'amant de l'actrice et metteur en scène Natalia Ilinitchna Boutkovskaïa. Il a immigré en France en 1925.
Il a vécu au no 7 rue Boileau (16e arrondissement de Paris), où une plaque lui rend hommage.
Il est enterré au cimetière russe de Sainte-Geneviève-des-Bois.

## Œuvres

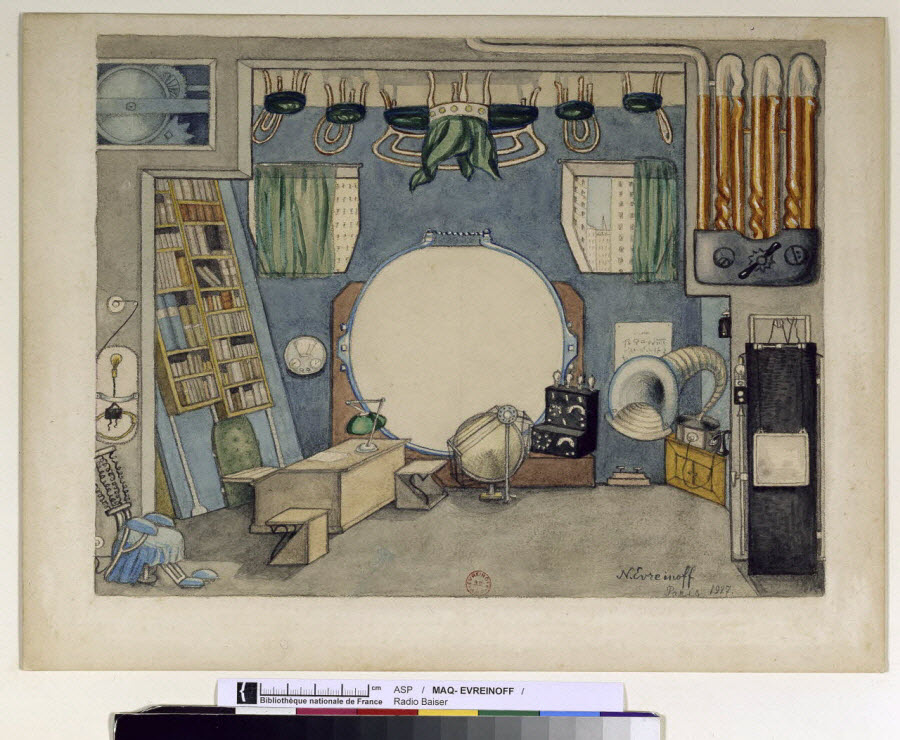
Nicolas Evreinoff, Maquette de décor : bureau d'un savant (1927).

- La Mort joyeuse, arlequinade en un acte
- La Comédie du bonheur, pièce en trois actes et quatre tableaux
- Le Théâtre dans la vie, Paris, Stock, 1930
- The Chief Thing: a comedy for some /A drama for others, New York, Published for The Theatre Guild by Doubleday, 1926.
- Evreinov V.N., "Ma Vie - Théâtre". Souvenirs de Nikolay Evreinov. Saint-Petersburg., 2018, 204 pp. (en russe).